# Dauphine (higo)
Dauphine es un cultivar de higuera de tipo higo común Ficus carica bífera (con dos cosechas por temporada, brevas e higos de otoño), de higos que tienen color de piel violeta oscuro a negro. Muy cultivado en la zona de los alrededores de París, y en la Provenza, Francia.

## Sinonimia
- „Adam“ en Francia[4]
- „Boule d'or“ en Francia,
- „Dauphine Violette“ en Francia,
- „Grise de Tarascon“ en Francia,
- „Grosse Violette“ en Francia,
- „Grosse de Juillet“ en Francia,[5]
- „Pagaudière“ en Francia,
- „Ronde Violette Hâtive“ en Francia,
- „Rouge de Argenteuil“ en Francia,
- „Mussega negra“ en Francia,
- „Golden ball“ en Estados Unidos,
- „Golden button“ en Estados Unidos,
- „Big of July“ en Estados Unidos,

## Historia
El higo 'Dauphine' era la fruta favorita de Luis XIV. Fue plantado por La Quintinie, jardinero y agrónomo, creador del "potager du Roi" (Huerto del Rey) en el palacio de Versalles.

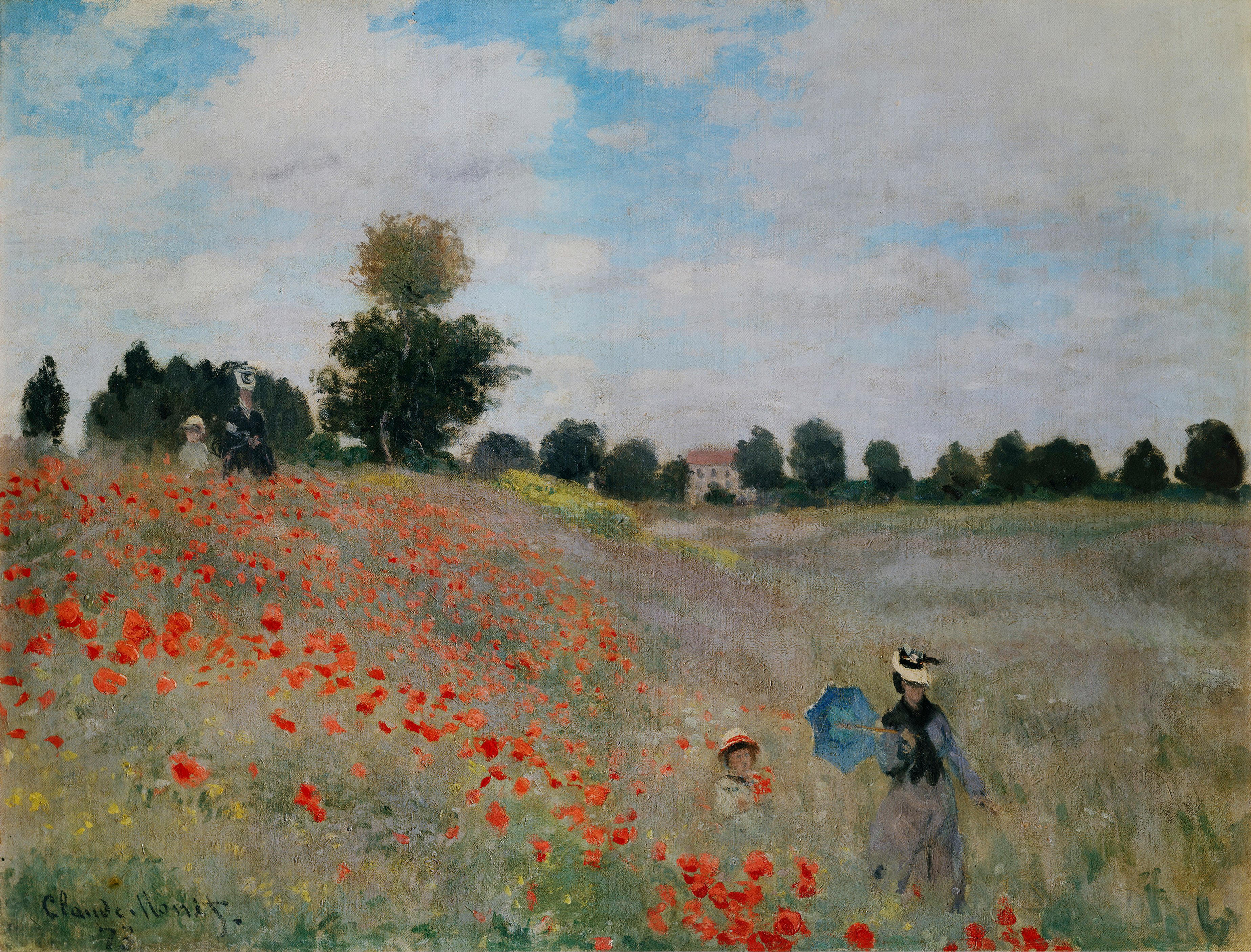
Claude Monet - Campo de Argenteuil.

'Dauphine' es una variedad de higuera muy conocida, que se cultivó a partir del siglo XVII y siglo XVIII en Argenteuil para abastecer al mercado parisino de higos frescos. Argenteuil se encuentra en los suburbios parisinos a lo largo del río Sena. El pintor impresionista Monet, residió desde diciembre de 1871 hasta 1878, pintando varias de sus más conocidas obras en el lugar.
Incluso hoy, admiramos la valentía y el ingenio de los campesinos de esta ciudad que lograron cultivar los higos en condiciones tan desfavorables a pesar de un clima adverso. Algunas de sus técnicas (poner la higuera en orientación sur protegida por un muro que le evita los aires del norte, y proteger su pie con un grueso acolchado vegetal de paja, hojas y ramas, para protegerla de los hielos), todavía se usan hoy en día. Hoy, en los Estados Unidos, un método similar es utilizado por los amantes de la higuera.
Según Condit informa que : « “'Dauphine' es una de las únicas plantaciones comerciales que se han hecho en California, capaz de competir con éxito con la variedad 'Franciscana' (Mission) gracias a su resistencia al transporte en fresco, aunque la calidad en seco es mucho menor” ».
La variedad 'Dauphine' que es oriunda del sureste de Francia, es una de las variedades seleccionada por la « Estación Experimental Agraria de Elche »  entre otras junto a muchas de las variedades de higueras bíferas de la Comunidad Valenciana para su cultivo de forma comercial intensiva, pues aunque es poco vigorosa se adapta bien en los cultivos intensivos, aparte de sus buenas cualidades gustativas y productividad.

## Características
La higuera 'Dauphine' es una variedad bífera de tipo higo común. El árbol crece muy bien en macetas. Es partenocárpica, es decir que no necesita fecundación externa para desarrollar la fruta. Una higuera de desarrollo importante y vigorosa, con hábito de crecimiento erecto, con ramas externas que caen al suelo. Sus hojas son anchas y tienen tres o cinco lóbulos.
'Dauphine' tiene brevas así como los higos de verano de buen gusto, con una piel fina y delicada. Tiene una importante producción de brevas globosas turbinadas, piel resistente de color violáceo con pequeñas manchas blancas. El ostiolo es ancho y morado. Cuello corto para ver ausente. Tallo corto de color rojo. Carne de color fresa. La parte entre la piel y la carne es blanca y muy delgada. Sabor dulce muy suave y densa que maduran durante junio y julio, su peso es excepcionalmente grande, alrededor de 150 granos, pero su dulzor y sabor es mucho mayor y comparable al de los higos de verano, siendo las primeras recolecciones las más productivas y de mejor calidad.
Los higos de verano con la piel más oscura, son un poco más pequeños, el color de su carne es de un rojo más oscuro. Muy buen gusto, Los higos maduran durante el mes de agosto y septiembre.

## Usos y aplicaciones
'Dauphine' para su cultivo óptimo es sensible al frío, y exigente en agua. Producen brevas de calidad y sabor excelente en julio (150g, buena productividad). Los higos de septiembre, octubre (50g, productividad media) aunque, es necesaria una manipulación muy cuidadosa para su comercialización en fresco, es adecuado para el secado, muy fragante.